# ملعب العباسيين
ملعب العباسيين هو ملعب كرة قدم دولي يقع في العاصمة السورية دمشق على ساحة العباسيين، وكان يعد الملعب الرئيسي للمنتخب السوري لكرة القدم وأندية : الجيش والمجد والوحدة. الملعب خارج الخدمة منذ 2012، ومتضرر بشكل كبير.
كان يعتبر الملعب رابع أكبر ملعب كرة قدم في سورية من حيث السعة بعد استاد حلب الدولي واستاد مدينة الاسد الرياضية في اللاذقية وملعب خالد بن الوليد في حمص.

## تاريخ
بني الملعب سنة 1957 ليتسع 10000 متفرج. وحُدّث مرتين، أولها كانت من اجل استضافة دورة الألعاب العربية في عام 1976 فأصبح الملعب يتسع 40000 متفرج، أما المرة الثانية في عام 2011 تم تجهيزه بالمقاعد فأصبح الملعب يتسع 30000 متفرج.
استضاف الملعب قداساً كبيراً أقامه البابا يوحنا بولس الثاني في ثاني يوم من زيارته إلى سوريا في 7 مايو 2001، حضره عشرات الآلاف من الأشخاص.
كما استضاف الملعب نهائي كأس غرب آسيا في عام 2002 بين العراق والأردن وانتهت المباراة بفوز العراق 3-2.

#### خلالالحرب الأهلية السورية
في 2012، تحول الملعب إلى ثكنة عسكرية لقوات الجيش السوري وأدخل عليه مئات العناصر وعشرات الدبابات والآليات العسكرية. وأصبح الملعب خط تماس وشهد اشتباكات. وعلى أثرها تحولت أرضيته إلى دشم ومتاريس، وتخربت مدرجاته وأسواره.

##### القرار بهدمه وتكلفة الترميم
في 2018، أعلن رئيس الاتحاد الرياضي العام، موفق جمعة، هدم الملعب ونقله خارج المدينة. حيث أنه "أصبح يشكل عبئًا على المنطقة السكانية في العباسيين، ولا يلبي حجم الجماهير من حيث العدد." على حسب قوله. ومن ثم تراجع موفق قائلاً: "الموضوع لا يتعدى وجهة نظر مستقبلية وليس له أي برنامج زمني للتنفيذ."
في 2020، قدر فراس معلا، رئيس الاتحاد الرياضي العام تكلفة ترميم الملعب بالمليون والنصف دولار أمريكي.